# Sainjärvi
Sainjärvi är en sjö i Pajala kommun i Norrbotten och ingår i Torneälvens huvudavrinningsområde. Sjön har en area på 0,283 kvadratkilometer och ligger 220,3 meter över havet.

## Delavrinningsområde
Sainjärvi ingår i det delavrinningsområde (749301-178525) som SMHI kallar för Inloppet i Mustaniemenjärvi. Medelhöjden är 221 meter över havet och ytan är 11,94 kvadratkilometer. Det finns inga avrinningsområden uppströms utan avrinningsområdet är högsta punkten. Vattendraget som avvattnar avrinningsområdet har biflödesordning 2, vilket innebär att vattnet flödar genom totalt 2 vattendrag innan det når havet efter 266 kilometer. Avrinningsområdet består mestadels av skog (66 procent) och sankmarker (16 procent). Avrinningsområdet har 1,89 kvadratkilometer vattenytor vilket ger det en sjöprocent på 15,8 procent.